# Sciapus basilewskyi
Sciapus basilewskyi är en tvåvingeart som beskrevs av Vanschuytbroeck 1960. Sciapus basilewskyi ingår i släktet Sciapus och familjen styltflugor.
Artens utbredningsområde är Tanzania. Inga underarter finns listade i Catalogue of Life.